# Eugenia togoensis
Eugenia togoensis är en myrtenväxtart som beskrevs av Adolf Engler. Eugenia togoensis ingår i släktet Eugenia och familjen myrtenväxter.
Artens utbredningsområde är Togo. Inga underarter finns listade i Catalogue of Life.